# SC-04D
docomo NEXT series GALAXY NEXUS SC-04D（ドコモ ネクストシリーズ ギャラクシー ネクサス エスシィーゼロヨンディー）は、サムスン電子によって開発された、NTTドコモの第3世代移動通信システム（FOMA）端末である。世界モデル「GALAXY NEXUS」GT-I9250の日本モデルとなる。docomo NEXT seriesのひとつ。製品番号はSGH-N044。

## 概要
世界で初めて販売されるAndroid 4.0 Ice Cream Sandwich搭載のスマートフォンであり、日本で初めて公式販売されたNexusシリーズのスマートフォンでもある。
Android 4.0の機能として、YouTube HD、9人同時チャット対応の「ハングアウト」などが利用できるほか、顔認識でのロック解除「フェイスアンロック」をサポートする。
前機種Nexus Sと同じくNFCが搭載されているが、外部メモリ、防水・防塵、ワンセグ、おサイフケータイには非対応である。
SC-04Dは、グローバル版(GT-I9250)とバックカバーが異なる。また、グローバル版はAndroid 4.3までアップデートが行われたが、SC-04Dはアップデートが行われず、Android 4.2のままである(Verizon/Sprint版も同じ)。

## 搭載アプリ
NTTドコモ独自のアプリとしてはspモードメールとエリアメールがインストールされているのみ。他の機種と比較してプリインストールされるアプリは非常に少ない。
- spモードメール
- 緊急速報「エリアメール」 (4.0.2アップデート後。「メッセージ」アプリの詳細メニューに組み込まれている。)
- カメラ
- 音楽 (→Playミュージック(4.1アップデート後))
- ビデオ (Playムービー)
- メール
- 連絡先
- Gmail
- Google トーク
- Google マップ
- マーケット (Playストア)
- YouTube
- ナビ
- Latitude
- プレイス
- 時計とアラーム
- ブラウザ
- カレンダー
- スケジュール
- メッセージ
- ギャラリー
- 検索
- ダウンロード
- 電卓
- 設定
- Google+
- メッセンジャー
- Playブックス (4.1アップデート後)
- Google カレント (4.2アップデート後)

## 主な機能
| 主な対応サービス                               | 主な対応サービス                         | 主な対応サービス                       | 主な対応サービス                              |
| ---------------------------------------------- | ---------------------------------------- | -------------------------------------- | --------------------------------------------- |
| タッチパネル／加速度センサー                   | Xi／FOMAハイスピード                     | Bluetooth                              | DCMX／おサイフケータイ／赤外線／トルカ／NFC   |
| ワンセグ                                       | メロディコール                           | テザリング                             | WiFi IEEE802.11a/b/g/n                        |
| GPS                                            | spモード／電話帳バックアップ             | デコメール／デコメ絵文字／デコメアニメ | iチャネル                                     |
| エリアメール／ソフトウェアアップデート自動更新 | デジタルオーディオプレーヤー(WMA、MP3他) | GSM／3Gローミング（WORLD WING）        | フルブラウザ／Flash Player 11                 |
| Google Play／dメニュー／dマーケット            | Gmail／Google Talk／YouTube／Picasa      | バーコードリーダ／名刺リーダ           | ドコモ地図ナビ／Google Maps／ストリートビュー |

## 歴史
- 2011年10月18日 - ドコモ2011-2012冬春モデル発表会にて山田隆持社長より本機種を11月から販売する予定であることが発表される。なおこの時点ではその機種がサムスン電子製であること、最新版のAndroidを搭載すること以外殆ど詳細は明かされなかった[5]。
- 2011年10月19日 - Google及びサムスン電子より発表。
- 2011年10月19日 - NTTドコモより発表。
- 2011年11月23日 - 全国一斉予約開始[6]。
- 2011年12月2日 - 全国一斉発売開始[7]。
- 2011年12月21日 - アップデートによるエリアメール（緊急地震速報）への対応を開始したが、同日に端末が正常に起動しない事象が発生するとしてアップデートの配信を中止した[8]。
- 2012年1月16日 - spモードメールへの対応開始[9][10]。
- 2012年2月9日 - エリアメール（緊急地震速報）に対応するためのアップデート配信を再開。また、OSバージョンが4.0.1から4.0.2にバージョンアップされた[11]。
- 2012年5月 - 生産終了。
- 2012年6月7日 - テザリングに対応するためのアップデートを配信開始。また、OSバージョンが4.0.2から4.0.4にバージョンアップされた[12]。
- 2012年11月13日 - Android 4.1へのバージョンアップ開始[12]。グローバルモデルは Android 4.2にバージョンアップ開始。
- 2013年5月9日 - Android 4.2へのバージョンアップ開始[12]。

## アップデート・不具合など
2012年2月9日のアップデート
- 「エリアメール」が追加される。
- ビルド番号がITL41D.SC04DOMKKDからICL53F.SC04DOMLA1になる。

2012年6月7日のアップデート
- 「テザリング」が追加される。
- SIMロック解除に関する機能が改善される。
- ビルド番号がICL53F.SC04DOMLA1からIMM76K.SC04DOMLE3になる。

2012年11月13日のアップデート。
- Android 4.1へバージョンアップされる[12]。
- ビルド番号がIMM76K.SC04DOMLE3からJRO03C.SC04DOMLK2になる。

2013年5月9日のアップデート。
- Android 4.2へバージョンアップされる。
- ビルド番号がJRO03C.SC04DOMLK2からJDQ39.SC04DOMMD4になる。